# Tiny Titans
Tiny Titans foi uma série de quadrinhos criado por Art Baltazar e Franco Aureliani, cuja publicação ocorreu de fevereiro de 2008 a maio de 2012. Baseado na série animada Teen Titans, foi lançado pela DC Comics com cinquenta edições protagonizadas por Robin, Cyborg, Estelar, Ravena e Mutano.

## Edições
| Vol. # | Título                        | Material           | Páginas | ISBN               |
| ------ | ----------------------------- | ------------------ | ------- | ------------------ |
| 1      | Welcome to the Treehouse      | Tiny Titans #1-6   | 144     | ISBN 1-40122-078-9 |
| 2      | Adventures in Awesomeness     | Tiny Titans #7-12  | 144     | ISBN 1-40122-328-1 |
| 3      | Sidekickin' It                | Tiny Titans #13-18 | 144     | ISBN 1-40122-653-1 |
| 4      | The First Rule of Pet Club... | Tiny Titans #19-25 | 160     | ISBN 1-40122-892-5 |
| 5      | Field Trippin'                | Tiny Titans #26-32 | 160     | ISBN 1-40123-173-X |
| 6      | The Treehouse and Beyond!     | Tiny Titans #33-38 | 144     | ISBN 1401233104    |
| 7      | Growing Up Tiny!              | Tiny Titans #39-44 | 128     | ISBN 1-40123-525-5 |
| 8      | Aw Yeah Titans!               | Tiny Titans #45-50 | 128     | ISBN 1401238122    |